# Bataille de Loch Ryan
Première guerre d'indépendance de l'Écosse
Batailles
La bataille de Loch Ryan opposa le royaume d'Écosse et le royaume d'Angleterre le 9 ou 10 février 1307 près de Stranraer dans le Loch Ryan, dans le Galloway. 
Robert Ier envahit l'Annandale début 1307. L'invasion est conduite par Alexandre et Thomas de Brus, jeunes frères de Robert, Malcolm MacQuillan, un seigneur irlandais et Reginald de Crawford. Ils embarquent avec 1 000 hommes sur 18 navires à Loch Ryan et débarquent près de Stranraer. 
L'invasion est rapidement écrasée par les forces anglaises locales commandées par Dungal MacDouall, un partisan des Comyn, des Balliol et du roi d'Angleterre Édouard Ier. Seuls deux navires s'enfuirent. Tous les chefs de l'invasion furent capturés. Dungal MacDouall fit immédiatement exécuter Malcolm MacQuillan. Les trois autres furent transférés à Carlisle, où Édouard ordonna leur exécution.